# 뉴질랜드도마뱀붙이
뉴질랜드도마뱀붙이(Woodworthia maculata)는 뉴질랜드 커먼 게코(New Zealand common gecko), 라우카와 게코(Raukawa gecko)라고도 불리며, 돌도마뱀붙이과에 속한 종이다. 종명 maculata는 "결절이 돋아난"이라는 뜻이다.

## 보전
보전부(:en:Department of Conservation (New Zealand))는 2012년부로 뉴질랜드도마뱀붙이를 뉴질랜드 멸종위기 분류체계(:en:New Zealand Threat Classification System)에 '미위협(Not Threatened)'으로 분류하였다.

## 식별
뉴질랜드도마뱀붙이는 꼬리까지 평균 155mm에 이르는 중소형 도마뱀붙이류이며 체색은 주로 회갈색이다. 종명 maculata는 점박이 무늬를 의미한다.(뉴질랜드 양서파충류학회) 눈은 녹갈색이며, 주둥이-눈 길이(snout-to-eye distance)는 눈-귀 길이(eye-to-ear distance)와 같거나 다소 길다. 입테두리는 분홍빛을 띄고, 분홍색 혀의 끝은 회색이다. 뉴질랜드도마뱀붙이는 흔히 Dactylocnemis pacificus, W. chrysosireticus 따위의 비슷하게 생긴 도마뱀붙이류와 같은 영역에 서식한다. 뉴질랜드도마뱀붙이는 W. chrysosireticus 와 달리 검은 결절이 없고, 콧구멍을 가까이 들여다보면 콧구멍비늘(nostril scale)이 콧구멍에 맞닿아있는 D. pacificus 와는 달리 떨어져있어 서로 구별할 수 있다.

## 분포
뉴질랜드도마뱀붙이는 뉴질랜드 전역에 서식하지만, 나라 곳곳의 다양한 장소(특히 북섬)에 서식하는 개체군 사이에는 다양한 차이가 존재한다. 남섬의 개체는 대개 북섬의 개체에 비해 가늘고 색이 짙다. 스튜어트섬에서는발견하기 어렵다. 하우라키만(:en:Hauraki Gulf)에서는 바위 해안가에서 흔하게 발견되며, 덩치가 작고, 가장자리가 뾰족뾰족한 가로줄무늬가 나있다. 코로만델(:en:Coromandel (New Zealand electorate))과 북섬 중부의 개체들은 대개 저지대 삼림지역에 서식하며, 덩치가 상당히 크고 체색이 다양하다. 북섬 남부의 개체군은 근처의 개체군에 비해 덩치가 2/3에 불과하고 성적 이형성을 띈다. 쿡 해협과 근방의 본토 지역을 차지한 개체군은 북섬, 남섬 개체군의 특징이 섞인 모습을 보여준다.

## 서식
뉴질랜드도마뱀붙이는 지면에 서식하지만 나무가 우거진 곳에서는 나무에서도 자주 발견된다. H. 프랭크(H. Frank), DJ 윌슨(DJ Wilson)의 연구(2011)에 따르면 뉴질랜드도마뱀붙이는 항상 그늘진 곳이 없고 갈라진 틈새가 많은 바위 투성이 지역에서도 흔히 발견된다. 몇몇 개체들은 심하게 방목되어 풀이 거의 없는 곳에서도 발견되었다.

## 생애
뉴질랜드도마뱀붙이는 상당히 오래 산다. 아나스타시아디스(Anastasiadis)와 휘태커(Whitaker)(1987)는 20년 이상 산다고 말했지만 배녹(Bannock)과 동료들의 연구에 쓰인 개체들 중에는 29살 이상 산 개체도 존재했다. 한편 좀 더 최근에 이루어진 바우어(Bauer)(2013)의 연구에 따르면 야생에서는 37년까지 살아가는 것으로 보인다고 한다. 배녹과 동료들에 따르면 뉴질랜드도마뱀붙이는 번식율이 낮아서 균형을 맞추기 위해 오래 살게 된 것 같다고 한다.

## 포식/피식
뉴질랜드도마뱀붙이는 곤충 따위의 작은 유기체를 먹고 살아가는데, 거미, 등각류, 나방, 파리, 메뚜기, 노래기 따위가 있다. 개체의 덩치와 취향에 따라 먹잇감은 상당한 차이를 보인다. 돌도마뱀붙이류처럼 꼬리에 지방을 저축하여 굶주림을 대비하지는 못한다. 대부분의 도마뱀붙이류는 이파리 같은 거친 식물성 물질을 쉽게 소화시키지 못하지만, 뉴질랜드도마뱀붙이 등의 뉴질랜드에서 서식하는 도마뱀붙이류는 꽃가루, 꽃꿀, 수액, 과일처럼 소화가 잘 되고 열량이 높은 식물성 물질을 먹는다.
본토에서는 흔히 담비, 고슴도치, 고양이, 설치류 따위의 침입종의 먹이가 된다. 침입종이 없는 연안의 섬들에서는 뉴질랜드솔부엉이에게 주로 먹힌다. 설치류는 성체도 알도 먹기 때문에 덩치 큰 도마뱀붙이류의 존속에 특히나 위험하다. 뉴질랜드도마뱀붙이는 포식자들을 무찌르기엔 너무 작지만, 포식자들로부터 안전할만큼 좁은 틈새로 숨기에는 머리가 너무 크다. 크리(Cree)는 뉴질랜드도마뱀붙이가 해마다 번식한다는 것을 밝혀냈으며, 어떤 개체군은 2년마다 번식할지도 모른다는 증거를 찾아냈다. 크리는 각각의 암컷은 평균적으로 해마다 한두 마리의 새끼를 출산하며, 성숙하는 데 오래 걸린다는 것 또한 알아냈다.